# Matti Lepistö
Leevi Matti Lepistö (* 8. November 1901 in Toholampi; † 7. Dezember 1991 ebenda) war ein finnischer Politiker der Sozialdemokratischen Partei Finnlands SDP (Suomen Sosialidemokraattinen Puolue) sowie später des Sozialdemokratischen Bundes der Arbeiter- und Kleinbauernschaft TPSL (Työväen ja Pienviljeliäin Sosialidemokraattinen Liitto), der unter anderem zwischen 1929 und 1958 langjähriges Mitglied des Parlaments (Eduskunta) sowie von 1948 bis 1950 Landwirtschaftsminister war. Er war selbst Kleinbauer aus Toholammi und zeichnete sich sowohl als Abgeordneter als auch als Minister als Verfechter der Belange der Kleinbauern aus. Während des Zerfalls der Sozialdemokratischen Partei im Zuge einer innerparteilichen Krise wurde er 1958 aus der Partei ausgeschlossen und wurde einer der Führer der SDP-Abspaltung TPSL, die von der parteiinternen Opposition gegründet wurde. Nach einigen Jahren kehrte er zur Sozialdemokratischen Partei zurück, wenngleich seine Zeit in der Politik des Königreichs beendet war.

## Leben
Matti Lepistö, Sohn von Josua Lepistö und Ida Pekkarinen, besuchte Volksschule sowie 1916 die Wanderlandschule 1916 und war danach Bauer in seinem Geburtsort Toholampi. 1926 war er Absolvent der Arbeiterakademie (Työväen Akatemia) und wurde bei der Parlamentswahl am 1. und 2. Juli 1929 für die Sozialdemokratischen Partei Finnlands SDP (Suomen Sosialidemokraattinen Puolue) erstmals zum Mitglied des Parlaments (Eduskunta) gewählt und vertrat in diesem nach seinen darauf folgenden Wiederwahlen vom 1. August 1929 bis zum 21. Juli 1958 den Wahlkreis Nordvaasa.
Am 29. Juli 1948 wurde Lepistö im rein sozialdemokratischen Kabinett Fagerholm I Landwirtschaftsminister (Maatalousministeri) und bekleidete dieses Amt bis zum 16. März 1950. Im Kabinett Kekkonen II (17. Januar bis 19. September 1951) sowie im anschließenden Kabinett Kekkonen III (20. September 1951 bis 28. November 1952) übernahm er jeweils den Posten als Minister im Landwirtschaftsministerium (Ministeri maatalousministeriössä). Das Amt als Minister im Landwirtschaftsministerium übernahm er vom 2. September bis zum 28. November 1957 auch im Kabinett Sukselainen I.
Während des Zerfalls der Sozialdemokratischen Partei im Zuge einer innerparteilichen Krise wurde er 1958 aus der Partei ausgeschlossen und wurde einer der Führer der SDP-Abspaltung Sozialdemokratischen Bundes der Arbeiter- und Kleinbauernschaft TPSL (Työväen ja Pienviljeliäin Sosialidemokraattinen Liitto), die von der parteiinternen Opposition gegründet wurde. In diesem Zuge schied er am 25. März 1958 auch aus der Sozialdemokratischen Fraktion aus und schloss sich vom 26. März bis zu seinem Ausscheiden aus dem Parlament am 21. Juli 1958 der Sozialdemokratischen Unabhängigen Fraktion an. Er bekleidete zwischen dem 26. April und dem 28. August 1958 noch einmal das Amt als Minister im Landwirtschaftsministerium im Kabinett Kuuskoski, das als neutrale Übergangsregierung gebildet wurde.
Nach einigen Jahren kehrte er zur Sozialdemokratischen Partei zurück, wenngleich seine Zeit in der Politik des Königreichs beendet vorbei war. Aus seiner 1926 geschlossenen Ehe mit Aili Justiina Rajala ging der 1926 geborene Sohn Jorma hervor. 1983 erschienen seine Memoiren unter dem Titel Vapaa talonpoika Pohjanmaalta (‚Ein freier Bauer aus Österbotten‘).

## Veröffentlichung
- Vapaa talonpoika Pohjanmaalta, Helsinki 1983